# Lipová u Boskovic

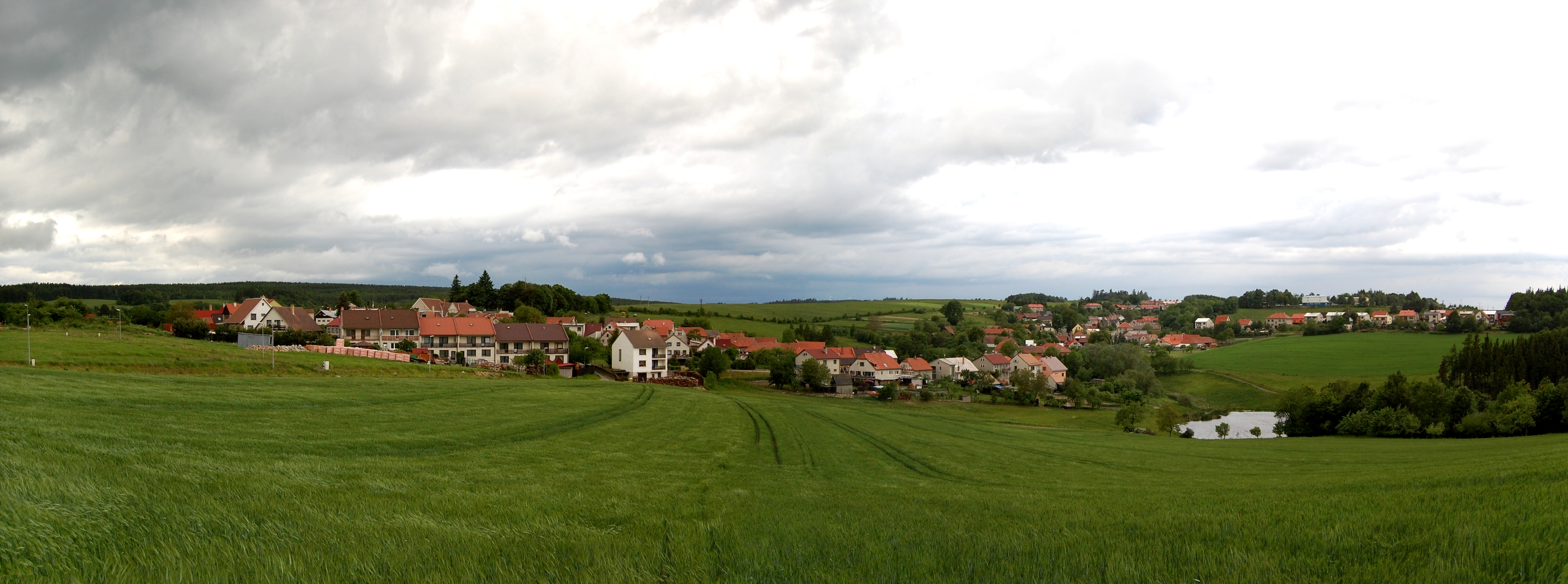
Blick auf Lipová

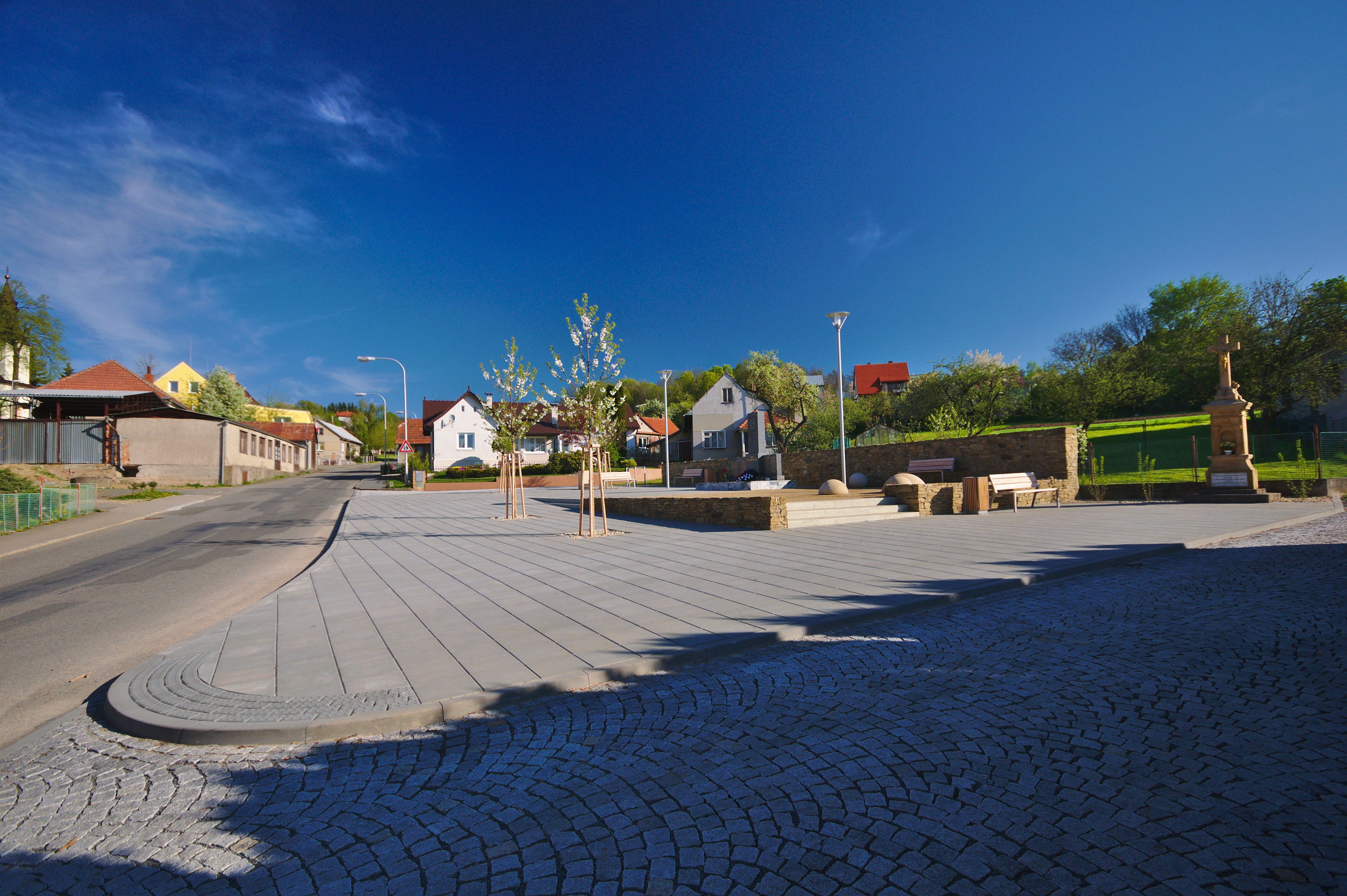
Dorfplatz

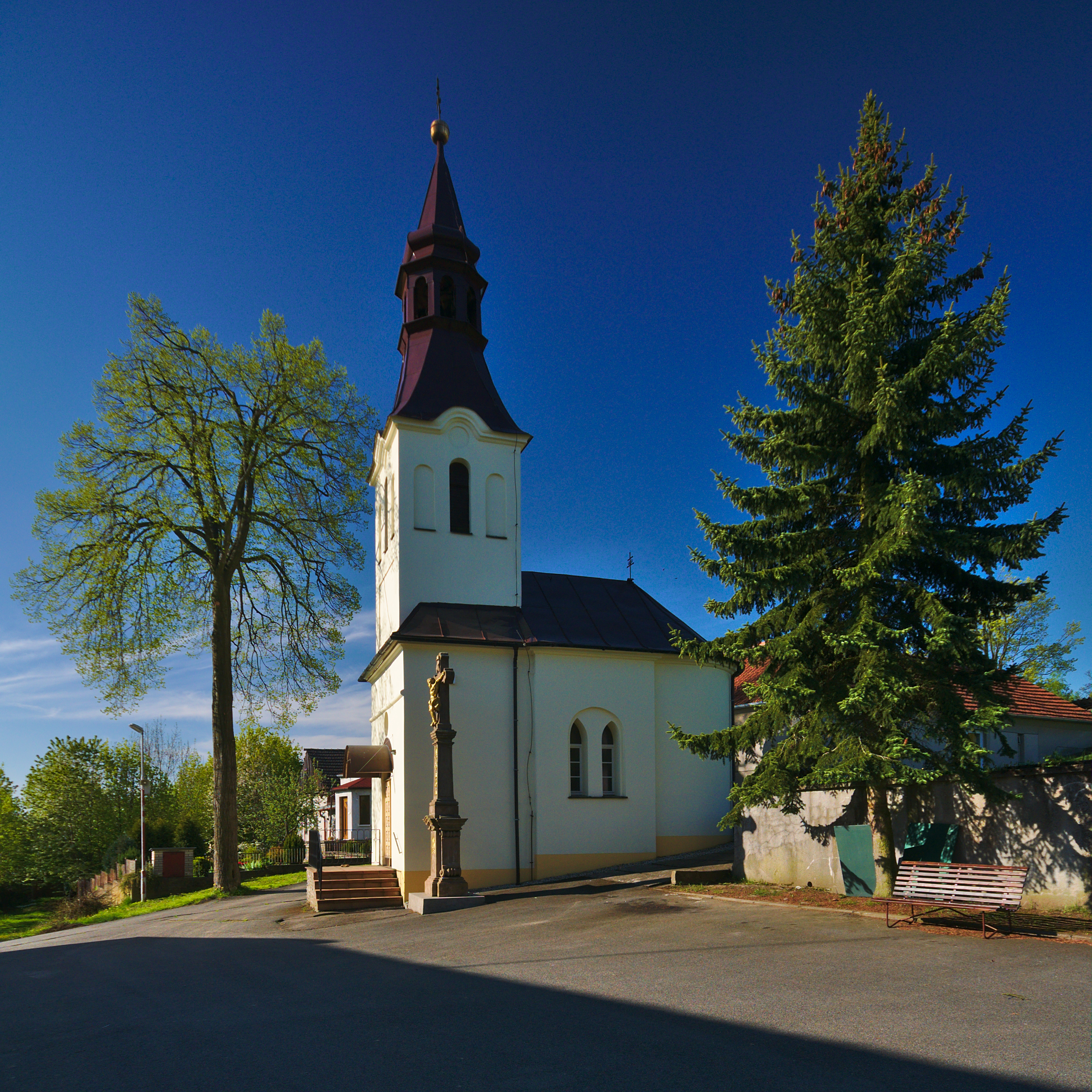
Kapelle der Schmerzensmutter Maria

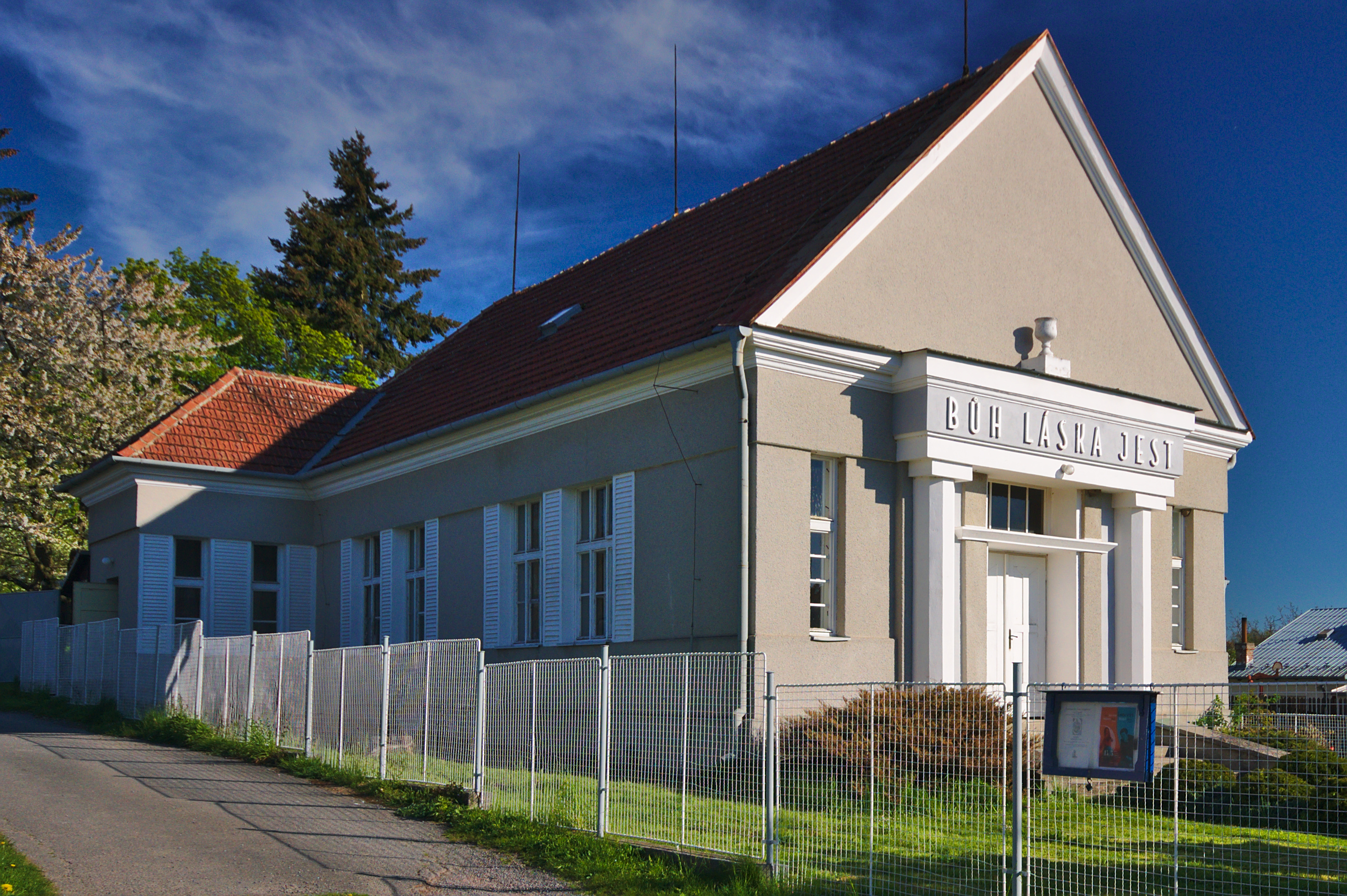
Evangelisches Bethaus

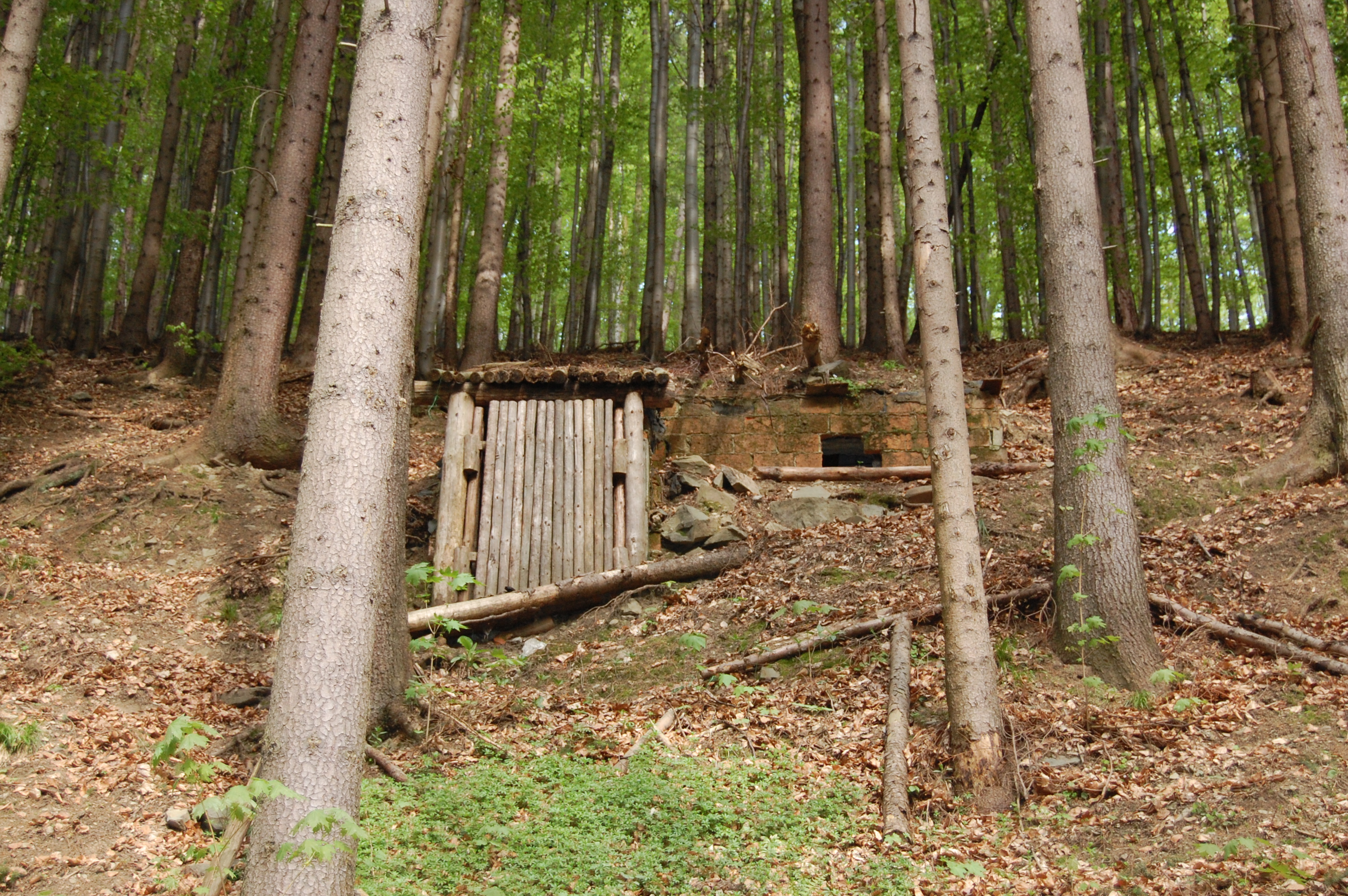
Partisanenbunker

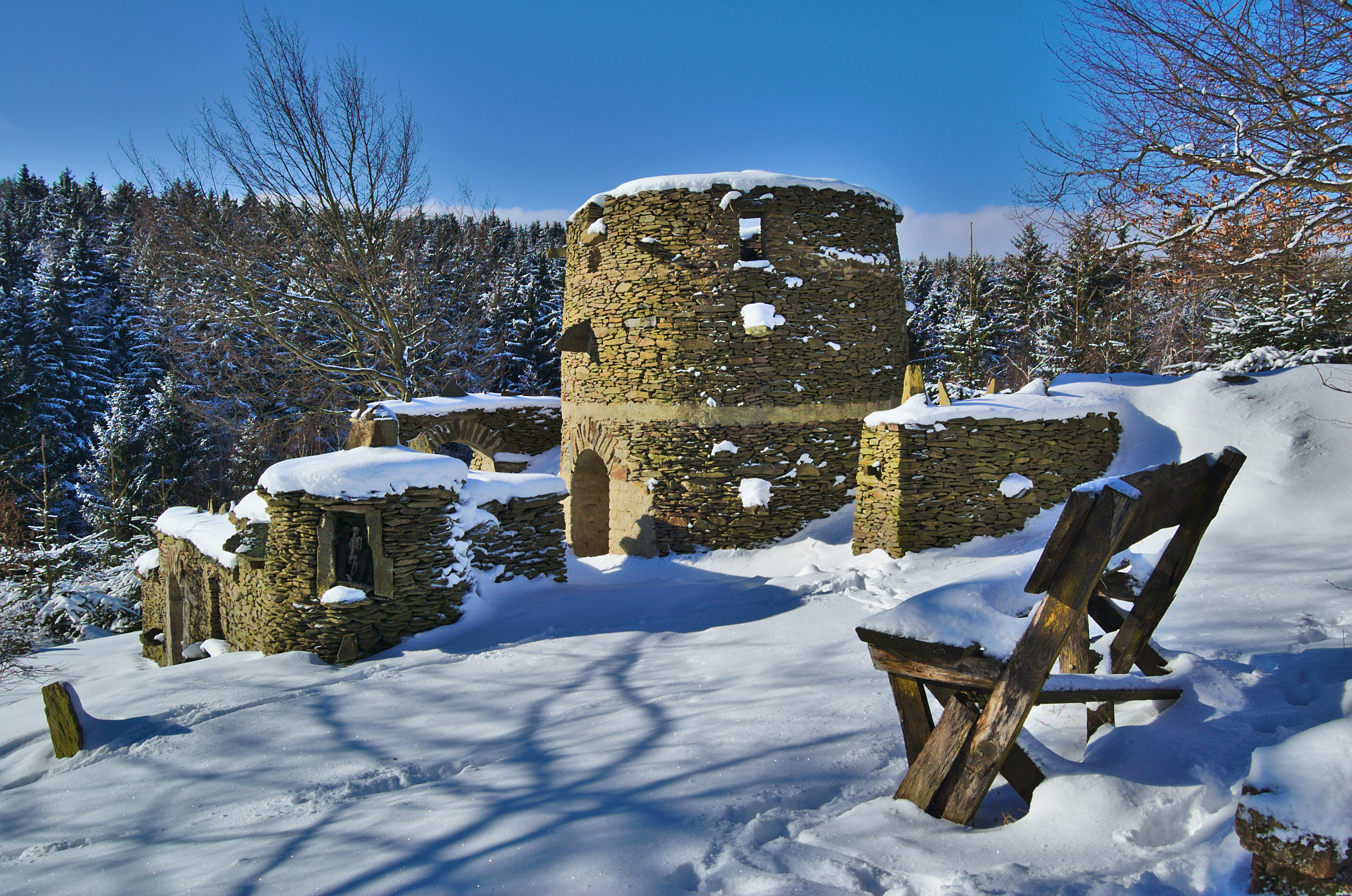
Ruine Špacírštejn

Lipová (deutsch Lipowa, 1939–45 Linden) ist eine Gemeinde in Tschechien. Sie liegt acht Kilometer südwestlich von Konice und gehört zum Okres Prostějov.

## Geographie
Das von Hügeln umgebene Angerdorf Lipová befindet sich linksseitig über dem Tal der Okluka im Drahaner Bergland. In der Senke zwischen Lipová und der südlichen Ortslage Příhon entspringt der Bach Točna. Nördlich erheben sich die Hanačka (606 m. n.m.) und die Chochola (597 m n.m.), im Nordosten der Čeharlí bzw. Vavrova skalka (Czerhaly, 603 m. n.m.), südöstlich der Kozí hřbet (Ziegenrücken, 549 m. n.m.), im Süden der U Suché louky (Lindenberg, 625 m. n.m.) sowie nordwestlich der Vrabčák (Lindnersberg, 638 m. n.m.).
Nachbarorte sind Dešná und Labutice im Norden, Hrochov und Stražisko im Nordosten, Ptenský Dvorek und Seč im Osten, Lipovský Mlýn und Okluky im Südosten, Lipovský Dvorek, Skřivánkov und Malé Hradisko im Süden, Protivanov, Buková und Pavlov im Südwesten, Kořenec im Westen sowie Žleb, Horní Štěpánov, Nové Sady und Brodek u Konice im Nordwesten.

## Geschichte
Die erste schriftliche Erwähnung des Ortes erfolgte 1379 in der Landtafel, als Vaněk von Boskowitz einen Hof in Lippowa an einen Bohuněk verkaufte. Christoph Černohorsky von Boskowitz gewährte den Bauern von Lipowa 1538 das Recht zum Loskauf von der Robot. Er veräußerte 1547 die Burg Boskowitz mit allem Zubehör, darunter auch Lipowa, an den Schemnitzer Bergbauunternehmer Simon Eder von Sstiawnicz (Šimon Eder ze Štiavnice). Dessen Sohn Veit Eder von Scziawnitz verkaufte die Herrschaft 1568 an Jaroš von Zástřizl. Während des Dreißigjährigen Krieges wurde das Dorf niedergebrannt und fast gänzlich verwüstet, nach dem Ende des Krieges waren nur noch acht Anwesen bewirtschaftet. Mit Johann Wenzel von Zástřizl erlosch das Geschlecht 1687 im Mannesstamme und wurde von den Grafen von Dietrichstein beerbt. Bis 1784 gehörte das Dorf zur Pfarrei Protivanov, danach wurde es der neugeschaffenen Pfarrkuratie Ainsersdorf zugewiesen. Wegen des weiten Schulweges nach Ainsersdorf wurde im Haus des Schneiders eine Winterschule eingerichtet. Am Übergang vom 18. zum 19. Jahrhundert bewirtschafteten 13 Bauern den größten Teil der landwirtschaftlichen Flächen von Lipowa; zum Meierhof gehörten ausgedehnte Wälder, jedoch nur geringer Feldbesitz. Die Häusler und Gärtner begannen in dieser Zeit mit der Urbarmachung der steinigen Hänge um das Dorf, wobei zahlreiche Lesesteinhaufen aufgeschichtet wurden. 1830 begann in einer Chaluppe der Schulunterricht durch einen bezahlten Lehrer.
Im Jahre 1834 bestand das im Brünner Kreis gelegene Dorf Lipowa aus 57 Häusern mit 491 mährischsprachigen Einwohnern. Erwerbsquellen bildeten die wegen der Höhenlage wenig ertragreiche Landwirtschaft, die Waldarbeit und die Leinweberei. Im Ort gab es eine Schule; abseits lagen ein herrschaftlicher Meierhof und eine Mühle. Pfarrort war Ainsersdorf; der Amtsort war Boskowitz. Bis zur Mitte des 19. Jahrhunderts blieb Lipowa der Allodialherrschaft Boskowitz untertänig.
Nach der Aufhebung der Patrimonialherrschaften bildete Lipová / Lippowa ab 1850 mit dem Ortsteil Seč / Setsch eine Gemeinde im Gerichtsbezirk Boskowitz. Mit der 1852 errichteten Kapelle zog die Gemeinde den Spott der umliegenden Dörfer auf sich; da das Geld nicht ausreichte, blieb sie über Jahrzehnte nur eine leere Hülle. Der Boskowitzer Großgrundbesitz ging 1856 an die Freiherren von Mensdorff-Pouilly über. 1861 erfolgte der Bau eines neuen Schulhauses. 1866 wurde in Lipová die Fertigung von Strohflechtwerk für Hüte und Schuhe eingeführt. Ab 1869 gehörte Lipová zum Bezirk Boskowitz; zu dieser Zeit hatte das Dorf 538 Einwohner und bestand aus 57 Häusern. Im Jahre 1876 löste sich Seč von Lipová los und bildete eine eigene Gemeinde. Die Kapelle erhielt in den 1890er Jahren eine Innenausstattung und einen Altar, 1893 wurde sie schließlich der Schmerzensmutter Maria geweiht. Die Freiwillige Feuerwehr wurde 1896 gegründet. Wegen der hohen Schülerzahl erfolgte 1896 der Bau eines neuen Schulgebäudes für einen zweiklassigen Unterricht; im Schuljahr 1897/98 wurde mit 143 Kindern die höchste Schülerzahl erreicht. Im Jahre 1900 hatte Lipová 633 Einwohner, 1910 waren es 634. 1904 wurde eine Genossenschaft zur Fertigung von Strohhüten und -taschen gegründet. Seit 1909 waren in Lipová Baptisten nachweislich. Nach dem Ersten Weltkrieg zerfiel der Vielvölkerstaat Österreich-Ungarn, das Dorf wurde 1918 Teil der neu gebildeten Tschechoslowakischen Republik. Beim Zensus von 1921 lebten in den 90 Häusern der Gemeinde 611 Tschechen. Am 6. April 1922 erfolgte die Gründung einer Baptistengemeinde; die 31 Gemeindeglieder ließen sich am 21. Mai 1922 taufen. Aus Sammlungsgeldern begann noch im selben Jahre der Bau eines baptistischen Bethauses. 1930 lebten in den 121 Häusern von Lipová 650 Menschen. Nach dem Münchner Abkommen verblieb die Gemeinde 1938 bei der Tschechoslowakei; nördlich verlief die Grenze zum Deutschen Reich. Von 1939 bis 1945 gehörte Lipová zum Protektorat Böhmen und Mähren, in dieser Zeit wurde der deutsche Ortsname Lipowa zu Linden germanisiert. Die Baptistengemeinde trat 1941 zur Evangelischen Kirche der Böhmischen Brüder über. Während des Zweiten Weltkrieges wurde Ende 1943 eine Gruppe sowjetischer Partisanen mit dem Decknamen „Jermak“ abgesetzt und fand in den Wäldern um Lipová ihren Unterschlupf. Im Dezember 1944 gelang es den deutschen Besatzern die Gruppe „Jermak“ auszuheben. Am 6. und 21. Dezember 1944 wurden in Lipová insgesamt 40 Einwohner wegen Unterstützung der Partisanen verhaftet; zwölf überlebten die Haft in deutschen Konzentrationslagern nicht.
1950 lebten 477 Menschen in Lipová. Die Gründung der JZD Lipová erfolgte 1954, sie wurde nach dem Gemeindezusammenschluss 1961 mit den JZD Hrochov und Seč zusammengelegt. Im Zuge der Gebietsreform von 1960 wurde der Okres Boskovice aufgehoben und die Gemeinde dem Okres Prostějov zugeordnet. 1961 erfolgte die Eingemeindung von Hrochov und Seč; alle drei Dörfer hatten bis 1960 unterschiedlichen Bezirken angehört. Im gleichen Jahre entstand eine Ortsgruppe des Svazarm, die seit 1968 Motocrossveranstaltungen organisierte; anfänglich fanden diese in der Ortslage Hanačka hinter dem Kulturhaus statt. Die Strecke wurde 1973 an den Hang Lipovský žleb verlegt und zwei Jahre später mit der tschechoslowakischen B-Meisterschaft mit Teilnehmern aus der Sowjetunion und Volksrepublik Polen eingeweiht.
Mit der 1961 gegründeten Produktionsgenossenschaft Tvar wurde die Tradition des Strohflechtens wiederbelebt. Außer Roggenstroh wurden auch Bast, Rohrkolben und Bambus zu Flechtwerk, Gebrauchs- und Geschenkartikeln verarbeitet. Tvar hatte zwischen 300 und 400 Beschäftigte, davon 150 in Lipová, wo sowohl die Verteilung des Rohmaterials als auch die Abnahme der Fertigerzeugnisse erfolgte. Die Produktionsgenossenschaft unterhielt zwei Niederlassungen; die in Horní Štěpánov beschäftigte sich mit Netzknüpferei, in Pěnčín wurden Strohblumen verarbeitet. Die Tvar erweiterte ihr Sortiment noch um Marionetten und Puppenspiele. In den 1970er Jahren errichtete zudem die Brünner Genossenschaft Ústředí lidové umělecké výroby – ÚLUV (Zentrum für Volkskunstproduktion) eine Außenstelle in Lipová. Außerdem befand sich in Lipová eine Produktionsstätte der Tischlereigenossenschaft Univerzal.
Im Mai 1965 wurde in Lipová ein neues Kulturhaus eröffnet. Seit der Schließung der Schulen in Seč (1967) und Hrochov (1973) werden auch die Kinder aus den beiden Ortsteilen in der Grundschule von Lipová unterrichtet. In den 1980er Jahren erfolgte eine Aufstockung des Schulhauses; der Grundschulunterricht wurde gemeinsam mit der Gemeinde Suchdol organisiert, jeweils zwei Jahrgänge aus beiden Gemeinden wurden zusammen in Lipová bzw. in Suchdol unterrichtet. 1977 wurde der Kindergarten fertiggestellt. Im Jahre 1983 erhielt Lipová eine Wasserversorgung, die Pumpstation wurde auf dem Gipfel der Hanačka errichtet. In den 1990er Jahren wurde die Niederlassung der ÚLUV geschlossen. Auch die Motocrossveranstaltungen wurden in dieser Zeit eingestellt. Die Genossenschaft Tvar ging 2002 in Konkurs.
Beim Zensus von 2001 lebten in den 321 Häusern der Gemeinde 778 Personen, davon 457 in Lipová (167 Häuser), 217 in Hrochov (99 Häuser) und 104 in Seč (55 Häuser). Im Jahre 2014 wurden in der Grundschule Lipová nur noch 19 Schüler unterrichtet, den Kindergarten besuchten 25 Kinder.

## Gemeindegliederung
Die Gemeinde Lipová besteht aus den Ortsteilen Hrochov (Hrochow), Lipová (Lipowa) und Seč  (Setsch). Zu Lipová gehören außerdem die Ansiedlung Příhon sowie die Einschichten Lipovský Dvorek (Lipower Hof) und Lipovský Mlýn (Lipower Mühle).
Das Gemeindegebiet gliedert sich in die Katastralbezirke Hrochov, Lipová und Seč u Lipové.

## Sehenswürdigkeiten
- Kapelle der Schmerzensmutter Maria in Lipová, erbaut 1852. Sie stand danach lange leer, mit einer Innenausstattung und einem Altar wurde sie erst in den 1890er Jahren versehen. Die Weihe erfolgte 1893. Der Innenraum wurde im Juni 1906 durch einen Blitzeinschlag beschädigt.
- Evangelisches Bethaus in Příhon, errichtet 1922 durch die Baptistengemeinde, seit 1941 gehört es zur Evangelischen Kirche der Böhmischen Brüder
- Kapelle des hl. Martin in Seč
- Kapelle des hl. Laurentius in Hrochov
- Partisanenbunker in den Wäldern zwischen Lipovský Mlýn und Malé Hradisko, er diente im Zweiten Weltkrieg als Versteck der Gruppe Jermak
- Gedenktafel für den Lehrer František Lindovský (1915–1945), er wurde am 22. April 1945 im KZ Flossenbürg ermordet.
- Mehrere Flurkreuze
- Denkmal für die Gefallenen beider Weltkriege, auf dem Dorfanger von Lipová, enthüllt 1974
- Künstliche Burgruine Špacírštejn, westlich von Lipová an der ehemaligen Motocrossstrecke über dem Tal der Okluka, sie wurde in den Jahren 2006–2010 errichtet. Als Baumaterial dienten Lesesteinhaufen.
- Ehemalige Wassermühle Lipovský mlýn an der Okluka, sie wurde nach der Einstellung des Mühlbetriebes als Kundersanatorium genutzt.
- Naturreservat "Lipovské úpolínové louky", Trollblumenwiesen mit Population von Trollius altissimus, westlich des Dorfes am Oberlauf der Okluka